# Danny McFarlane
Danny McFarlane (Jamaica, 14 de junio de 1972) es un atleta jamaicano, especialista en la prueba de 4x400 m, en la que ha logrado ser cinco veces subcampeón del mundo entre Gotemburgo 1995 y París 2003.

## Carrera deportiva
Además de las cinco medallas de plata ganadas en la prueba de 4x400 metros en los mundiales de 1995, 1997, 1999, 2001 y 2003, ha ganado otras dos medallas de plata: en relevos 4x400 m en las Olimpiadas de Sídney 2000 —tras Nigeria y por delante de Bahamas— y en 400 metros vallas en las Olimpiadas de Atenas 2004, tras el dominicano Félix Sánchez y por delante del francés Naman Keita.